# Thliptosaurus imperforatus
Thliptosaurus imperforatus è un terapside estinto, appartenente ai dicinodonti. Visse nel Permiano superiore (circa 252 - 251 milioni di anni fa) e i suoi resti fossili sono stati ritrovati in Sudafrica.

## Descrizione
Questo animale è noto grazie a un cranio ben conservato ma deformato dorsoventralmente (da qui il nome Thliptosaurus, "lucertola compressa"), che ne permette tuttavia una parziale ricostruzione. Il cranio era lungo meno di 9 centimetri e indica che questo animale era di piccole dimensioni, e non raggiungeva il mezzo metro di lunghezza. Come molti dicinodonti, Thliptosaurus era dotato di un cranio ampio posteriormente, con un muso corto e dotato di un becco simile a quello di una tartaruga. La caratteristica principale di Thliptosaurus era data dalla presenza di una barra intertemporale allungata con una larga esposizione delle ossa parietali e dall'assenza di un forame pineale (da qui l'epiteto specifico imperforatus, una caratteristica che tra i dicinodonti si riscontra soltanto in Kawingasaurus e in una specie del genere Kombuisia (K. frerensis); le regioni intertemporali di questi due animali, tuttavia, erano più larghe (Kawingasaurus) o più strette (K. frerensis). Altre caratteristiche del cranio e della mandibola indicano che Thliptosaurus doveva essere molto simile a Dicynodontoides e Kombuisia, come la carena dello pterigoide stretta anteriormente e l'occlusione della finestra mandibolare tramite una placca laterale dell'osso dentale. 

## Classificazione
Thliptosaurus imperforatus venne descritto per la prima volta nel 2019, sulla base di un cranio rinvenuto nella zona di KwaZulu-Natal, in Sudafrica, in terreni risalenti alle ultime fasi del Permiano superiore. Le caratteristiche di Thliptosaurus hanno portato gli studiosi a classificarlo tra gli emidopoidi, un gruppo di dicinodonti di piccole dimensioni tipici del Permiano superiore. In particolare, sembra che Thliptosaurus possa essere un membro basale dei Kingoriidae, una famiglia comprendente anche i già citati Dicynodontoides e Kombuisia. 

## Paleobiogeografia
Anche nei kingoriidi dotati di forame pineale, questo era di piccole dimensioni rispetto a quello degli altri dicinodonti; ciò suggerisce che l'occhio pineale era meno importante per l'attività di termoregolazione in questo clade rispetto a quanto avveniva in altri anomodonti. È possibile che la regione di KwaZulu-Natal ospitasse una fauna endemica. 